# Sticosom
Sticosomul sau sticozomul, stichosomul (din limba greaca stichos (στίχος) = rând, șir + soma (σῶμα) = corp) este un organ multicelular și constă dintr-o serie longitudinală de celulele glandulare unicelulare (sticocite) aranjate într-un rând de-a lungul esofagului. Se deschide în lumenul esofagian și se pare că funcționează ca o glandă secretoare și un organ de stocare. Se observă la unele nematode din familiile Trichuridae (Trichuris) și Trichinellidae (Trichinella). Sticosomele par a fi omologe glandelor esofagiene ale altor nematozi, probabil derivate prin multiplicarea numărului de glande. 